# 爱德华·罗
愛德華·內德·羅（Edward "Ned" Low，1690年—1724年，他的姓也拼作Lowe或Loe）是活躍于18世紀早期的一名英格蘭海盜。他出生於西敏市的一個窮苦人家，小時候當過小偷，年輕時移民波士頓。1719年末他的妻子死於難產，兩年後他就當上了海盜，主要在新英格蘭、亚速尔群岛附近海域和加勒比海活動。
羅搶劫過100多艘船隻，其中大部分都被他焚毀。他從當上海盜到死去總共也就三年時間，死因眾說紛紜。但他在這三年間大肆掠奪，還經常折磨俘虜，因而成為了海盜黃金時代最惡名昭彰的人物之一。

## 旗幟

羅的海盜旗

最初羅用的是和黑鬍子一樣的海盜旗。後來換用了自己的旗幟，上面是一個血紅的骷髏。這面旗幟在1723年7月首次飄揚在他的海盜船上。此外，他還用過一面綠色背景的、上面有一個吹小號的男子的旗幟，這面特殊的旗幟通常在他召集麾下其他海盜船船長時懸掛在旗艦的後桅上。

## 外部連接
- America's Worst Pirates （页面存档备份，存于）
- Guide to Edward Low